# Камерна музика (албум)
Камерна музика / Chamber music (Избор дуа и триа / Selection of duos and trios) је музички албум српске композиторке и музичарке Соње Калајић. Објавио га Међународни музички центар Maestro International, Београд, 2023. године.

## Списак песама
Пет Витешких Комада за виолину и виолончело / Five Knightly Pieces for Violin and Cello
- 0:00    1) I Предање / The Lore
- 1:58    2) II Дивљи пастув / The Wild Stallion
- 3:59    3) III Иза седам гора и седам мора / Beyond the Seven Mountains and the Seven Seas
- 6:49    4) IV Хералдика / Heraldry
- 11:02  5) V Упркос ветровима историје / In Defiance of the Winds of History

Четири танга за виолину и кларинет / Four Tangos for Violin and Clarinet
- 14:22  6) I Морава танго / The Morava Tango
- 17:44  7) II Хермес милонга / Hermes milonga
- 20:48  8) III Збогом море моје / Goodbye My Sea
- 25:57  9) IV Бели тркач / The White Racer

Флорамор - свита за флауту и клавир / Floramor – Suite for Flute and Piano
- 28:15  10) I Трава која расте / The Growing Grass
- 30:39  11) II Жбуње које се свађа / The Wrangling Bushes
- 33:01  12) III Шума која се моли / The Praying Forest
- 37:45  13) IV Ваздух који се рађа / The Air Being Born

Српске митолошке слике - свита за виолину, кларинет и клавир / Serbian Mythological Images – Suite for Violin, Clarinet and Piano
- 40:45  14) I Перунов долазак / The Coming of Perun
- 43:27  15) II Игра вила око бреза / Fairies Dancing around Birch Trees
- 48:04  16) III Вук / The Wolf
- 52:09  17) IV Срболет (онима који бирају небо уместо земље)  / Serboflight (for those who choose the sky instead of the earth)

## Подаци о издању
- Издавач: Међународни музички центар Maestro International, Београд 2023.
- Соња Калајић, композитор, музички продуцент, виолина
- Дражен Тиквеша, кларинет
- Јелена Шаренац, флаута
- Павле Поповић, виолончело
- Ружица Гојковић, клавир  (Флорамор)
- Игор Дражевић, клавир (Српске митолошке слике)
- Велибор Хајдуковић, снимање, микс и мастеринг
- Тара Чанковић, дизајн омота и књижице
- Зоран Трифуновић, извршни продуцент

Реализацију ЦД-а помогли су:
- СОКОЈ – Организација музичких аутора Србије
- Задужбина Илије М. Коларца
- Блажена Дјевица Марија – катедрала Београдске надбискупије
- Хотел Букет, Златибор
- Тарисио - уметничка радионица за израду и оправку гудачких инструмената и едукацију проф. Миодрага В. Богића
- Господин Здравко Маљковић